# Oshkosh JLTV
Das Oshkosh Joint Light Tactical Vehicle, kurz Oshkosh JLTV, (dt.: Oshkosh Gemeinsames Leichtes Militärfahrzeug) ist ein nach einem mehrjährigen Entwicklungs- und Auswahlprozess von der US Army und dem United States Marine Corps 2015 gemeinsam ausgewähltes, leichtes, geländegängiges und geschütztes Militärfahrzeug, das für die meisten Einsatzzwecke den geländegängigen, im Ursprungsdesign aber nicht geschützten, Humvee im Beschaffungszeitraum 2018 bis 2040 ersetzen wird. Das gesamte Beschaffungspaket bis 2040 umfasst 54.599 Fahrzeuge, und zwar 5.500 für die Marines und 49.099 für die Army im Gesamtwert von 30,04 Milliarden Dollar. Im Vorfeld wurden außerdem 980 Millionen Dollar für Forschung und Entwicklung aufgewandt.
Der Hersteller Oshkosh Defense, eine Tochtergesellschaft der auf Sonder- und Militärfahrzeuge spezialisierten Oshkosh Corporation in Oshkosh (Wisconsin), setzte sich mit dem Entwurf durch gegen die konkurrierenden Entwürfe BRV-O von AM General, dem Hersteller des Humvee, und JLTV der Lockheed Martin Corp., die in Kooperation mit dem Rüstungskonzern BAE Systems antrat. Der erste Teilauftrag umfasst 16.901 Fahrzeuge für 6,7 Milliarden Dollar, darunter die Gesamtbestellung für die US Marines von 5.500 Fahrzeugen.
Das Fahrzeug gibt es in einer Zweimannversion als Utility (JLTV-UTL) mit einer Ladekapazität von 2,3 Tonnen (5100 Pounds) und in zwei Viermannversionen, der General Purpose (JLTV-GP) für allgemeine Transportzwecke und als Close Combat Weapons Carrier (JLTV-CCWC), dt. etwa Bewaffnetes Gefechtsfahrzeug. mit einer Zuladung von knapp über 1,5 Tonnen (3.500 Pounds).
Bis zur Auswahl als JLTV der US-Streitkräfte bezeichnete Oshkosh das Fahrzeug als Light Combat Tactical All-Terrain Vehicle (L-ATV).

## Eigenschaften

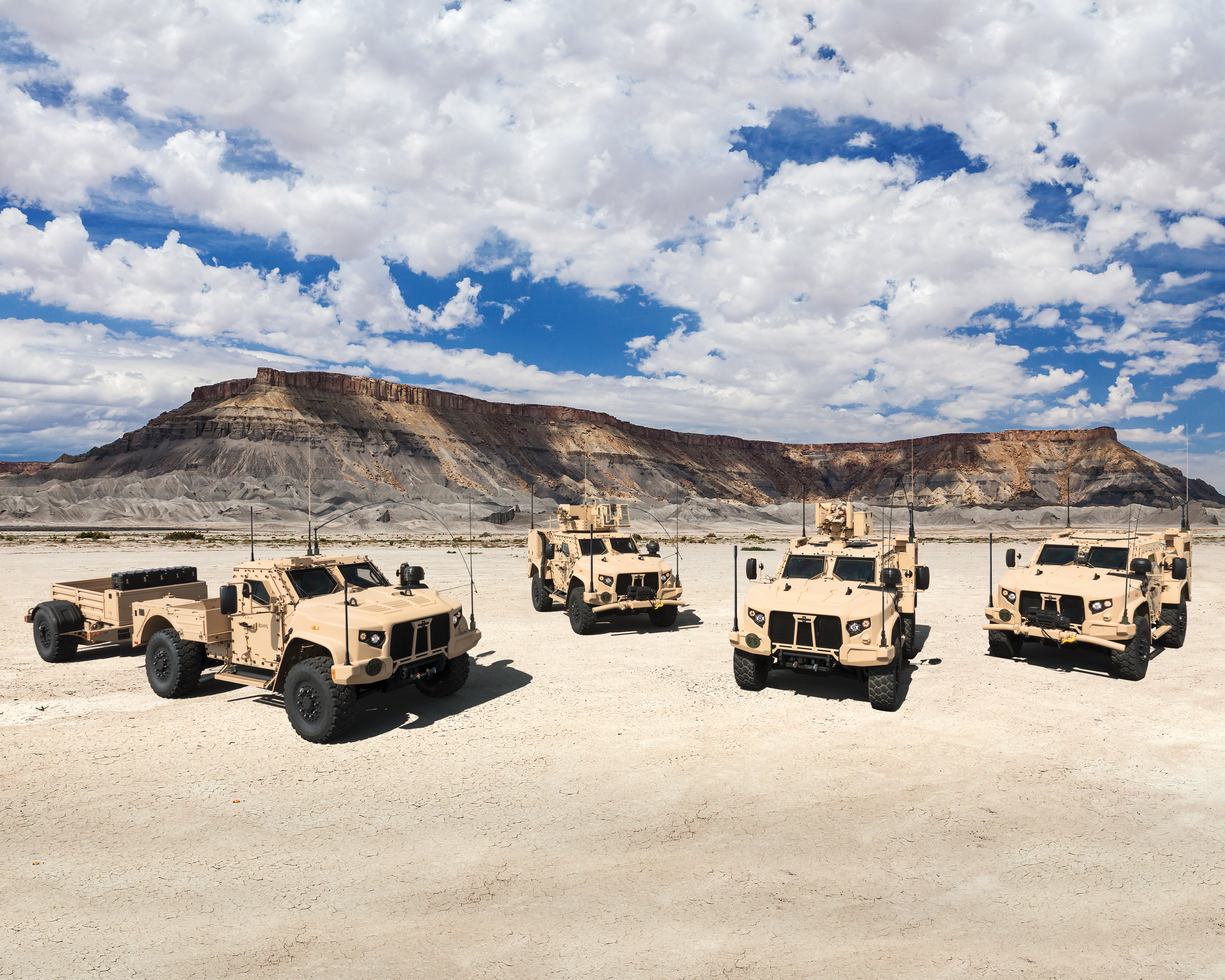
Einige Varianten des Oshkosh JLTV

### Verlastbarkeit
Der Oshkosh JLTV kann anders als der Oshkosh M-ATV aufgrund seiner Außenmaße und seines Gewichts mit dem Transportflugzeug Hercules C-130 der US Air Force transportiert werden und ist außerdem luftverlastbar mit den Transporthubschraubern CH-47 Chinook der Army und der CH-53 Super Stallion der Marines. Sein Gewicht macht ihn auch in größeren Stückzahlen noch geeignet für die Amphibienschiffe der US Navy.

### Schutz
Das Fahrzeug soll ebenso wirksam gegen Minen, Sprengfallen und Angriffe aus dem Hinterhalt geschützt sein (mine-resistant, ambush-protected MRAP), wie das deutlich schwerere MRAP All-Terrain Vehicle, kurz M-ATV, das die US-Streitkräfte von Oshkosh beschafft hatten, als sich der Humvee trotz nachträglicher Aufrüstung mit verschiedenen Panzerungen als zu unsicher für den Krieg in Afghanistan und vor allem den Irakkrieg erwies. Allein in den ersten vier Monaten des Jahres 2006, während des Höhepunktes des Aufstandes im Irak, starben 67 US-Soldaten in Humvees durch Bombenexplosionen.
Neben den im Grundfahrzeug fest eingebauten Schutzelementen (die als A-Kit bezeichnet werden), ist das Oshkosh JLTV von vornherein mit Anbaumöglichkeiten für weitere Schutzelemente und Panzerungen ausgestattet, und für deren Gewicht auch ausgelegt. Diese anbaubaren Schutzelemente werden in ihrer Gesamtheit als B-Kit bezeichnet. A-Kit Stanag Level 1 / B-Kit Stanag Level 3. Diese Konfiguration bietet im Bedarfsfall einen sehr guten Schutz, erlaubt aber auch in sicheren Gebieten aus Gewichtsgründen darauf zu verzichten.

### Fahreigenschaften
Der Oshkosh JLTV erreicht mit seinem Duramax-Dieselmotor und mit der Einzelradaufhängung TAK-4i von Oshkosh eine Straßengeschwindigkeit von 112 km/h (70 mph) und eine sehr gute Geländegängigkeit. Ein aktives Federungssystem ermöglicht zudem eine Anpassung der Bodenfreiheit um 50 cm (20 Zoll); das Fahrgestell kann mithin für eine bessere Straßenlage abgesenkt oder für eine bessere Geländegängigkeit angehoben werden. Der Vorgänger Humvee hatte ursprünglich ebenfalls ausgezeichnete Geländeeigenschaften, büßte diese jedoch durch nachgerüstete Panzerung deutlich ein, da dessen Karosserie, Fahrwerk, Bremsanlage und Motor nicht dafür ausgelegt waren. Zusätzlich führten diese Modifikationen zu Überlastungen der Humvees, was den bereits ohnehin hohen Aufwand für Wartung und Instandsetzung der Fahrzeuge noch einmal deutlich steigerte.
Der Oshkosh JLTV erfüllt die Anforderungen einer Steigfähigkeit von 60 Prozent (= 31 Grad), eines Kippwinkels von über 30 Prozent und eine Kletterfähigkeit von 45 cm (18 Zoll). Der Wendekreis des Oshkosh JLTV liegt trotz seiner Größe bei nur 7,6 Metern, seine Wattiefe in Salzwasser beträgt 1,5 Meter.

### Umgebungsbedingungen
Der Wagen ist für einen Temperaturbereich von −40 bis +52 °C ausgelegt und arbeitet bis in Höhen von über 3.600 Meter über dem Meeresspiegel.

### Zusätzliche Ausrüstung
Das Fahrzeug ist zur weiteren Erhöhung der Sicherheit mit einer automatischen Feuerlöschanlage, einer Kraftstofftanklöschanlage und mehreren Ausstiegsmöglichkeiten für die Mannschaft ausgestattet.

## Motor
Der im Fahrzeug verwendete Duramax-Motor von General Motors ist ein V8-Dieselmotor mit 6,6 l Hubraum, der bis zu 224 kW (305 PS) und 705 Nm Drehmoment abgibt. Das Automatikgetriebe ist von Allison Transmission. Im Januar 2022 stellte Oshkosh eine Variante des Fahrzeugs mit Hybridantrieb vor. Sie verfügt zusätzlich zu dem V8-Dieselmotor über einen Elektromotor, der auch als Generator betrieben werden kann, und eine Lithium-Ionen-Batterie mit 30 kWh Kapazität, der die bei Betrieb des Verbrennungsmotors erzeugte elektrische Energie speichert. Eine Möglichkeit zum externen Aufladen der Batterie gibt es nicht.

## Bewaffnung
Sämtliche Versionen besitzen zum Selbstschutz vier Nebelwerfer.
Die Close Combat Weapons Carrier (JLTV-CCWC)-Version kann entweder mit einem bemannten Turm mit dem schweren Maschinengewehr Browning M2 oder einer fernbedienbaren Waffenstation des Typs CROWS (Common Remotely Operated Weapon Station) ergänzt werden. Die Waffenstation kann mit verschiedenen Waffen wie beispielsweise dem 40-mm-Maschinengranatwerfer Mk 19 oder Maschinengewehren vom Typ Browning M2, M240 oder M249 SAW ausgerüstet werden.
Einige JLTV werden voraussichtlich auch mit der Panzerabwehrrakete BGM-71 TOW ausgerüstet.

## Kosten
Die durchschnittlichen Gesamtkosten je Einheit betragen im Finanzjahr 2015 ca. 677.000 Dollar. Über die Gesamtdauer des Programmes sollen sie nach den aktuellen Erwartungen auf 550.000 Dollar sinken.

## Galerie der Konkurrenten

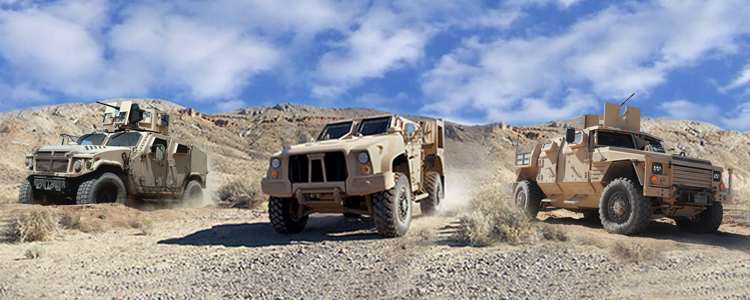
Die drei Konkurrenten der Endauswahl: von links: AM General BRV-O, Oshkosh JLTV, Lockheed JLTV
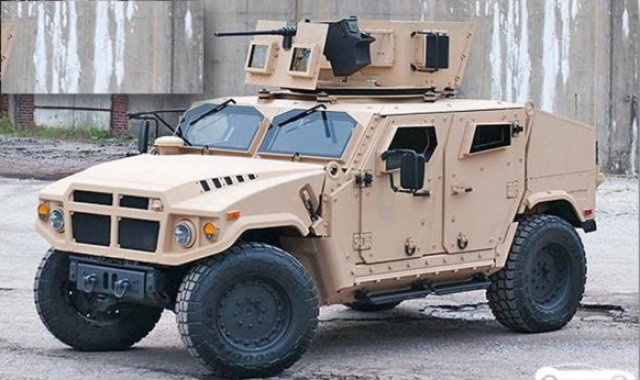
AM General BRV-O
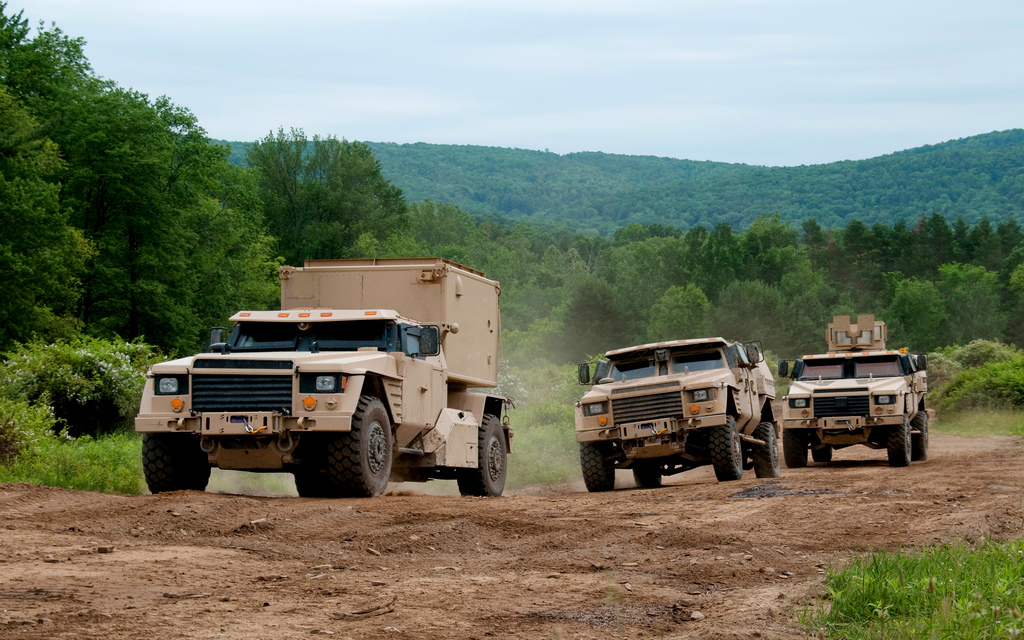
Lockheed JLTV in drei Varianten